# Azêvo
Azêvo, ou Azevo, é uma aldeia portuguesa do Município de Pinhel que foi sede da extinta Freguesia de Azêvo, freguesia que tinha 25,11km2 de área e com 195 habitantes (2011), e, por isso, uma densidade populacional de 7,8 habitantes/km2. 
A Freguesia de Azêvo, que era constituída por cinco aldeias - Azêvo, Gabriel, Madalena, Faia e Juízo, foi extinta, pela reorganização administrativa do território das freguesias, de acordo com a lei número 11-A/2013 de 28 de Janeiro, tendo o território desta freguesia sido agregado ao da Freguesia de Cidadelhe para constituir a freguesia de Vale do Côa com sede em Azêvo.
Azêvo foi uma antiga vila muçulmana. A Igreja Matriz foi constituída provavelmente no século XVIII. No corpo do edifício destaca-se, exteriormente, uma torre de dupla sineira.

## População
| Totais e grupos etários | Totais e grupos etários | Totais e grupos etários | Totais e grupos etários | Totais e grupos etários | Totais e grupos etários | Totais e grupos etários | Totais e grupos etários | Totais e grupos etários | Totais e grupos etários | Totais e grupos etários | Totais e grupos etários | Totais e grupos etários | Totais e grupos etários | Totais e grupos etários | Totais e grupos etários | Totais e grupos etários |
| ----------------------- | ----------------------- | ----------------------- | ----------------------- | ----------------------- | ----------------------- | ----------------------- | ----------------------- | ----------------------- | ----------------------- | ----------------------- | ----------------------- | ----------------------- | ----------------------- | ----------------------- | ----------------------- | ----------------------- |
|                         | 1864                    | 1878                    | 1890                    | 1900                    | 1911                    | 1920                    | 1930                    | 1940                    | 1950                    | 1960                    | 1970                    | 1981                    | 1991                    | 2001                    | 2011                    |                         |
| Total                   | 966                     | 951                     | 1 156                   | 1 135                   | 1 239                   | 1 087                   | 1 062                   | 1 102                   | 1 140                   | 927                     | 630                     | 530                     | 396                     | 263                     | 195                     |                         |
| 0 aos 14                |                         |                         |                         |                         |                         |                         |                         |                         |                         |                         |                         |                         |                         | 9                       | 7                       |                         |
| 15 aos 24               |                         |                         |                         |                         |                         |                         |                         |                         |                         |                         |                         |                         |                         | 22                      | 6                       |                         |
| 25 aos 64               |                         |                         |                         |                         |                         |                         |                         |                         |                         |                         |                         |                         |                         | 94                      | 56                      |                         |
| 65 ou +                 |                         |                         |                         |                         |                         |                         |                         |                         |                         |                         |                         |                         |                         | 138                     | 126                     |                         |

## Património
- Igreja Matriz da Senhora da Purificação;
- Capela de Santo Antão;
- Capela de Juízo.